# Munții Pădurea Boemiei
Munții Pădurea Boemiei (germană Böhmerwald; cehă Šumava) sunt un lanț muntos care se întind pe o lungime de 120 km în lungul graniței dintre Germania și Republica Cehă.

## Date geografice
Lanțul muntos se întinde de la depresiunile, Cham-Further Senke, Neumarker Senke, trecătoarea Neumarker Pass și Neugedeiner Furche, care îl desparte la nord-vest de Oberpfälzer Wald. Lanțul muntos fiind cumpăna apelor dintre Dunăre și Vltava.
Subîmpărțirea teritorială a regiunii:
- Böhmerwald (Šumava) pe partea Cehiei
- Bayerischer Wald în estul Bavariei
- Böhmerwald în nord vestul regiunii Mühlviertel din Austria

Vârful cel mai înalt din masivul muntos fiind Großer Arber (1.456 m) care se află pe teritoriul Bavariei și care este și cel mai înalt vârf din Mittelgebirge.

## Galerie

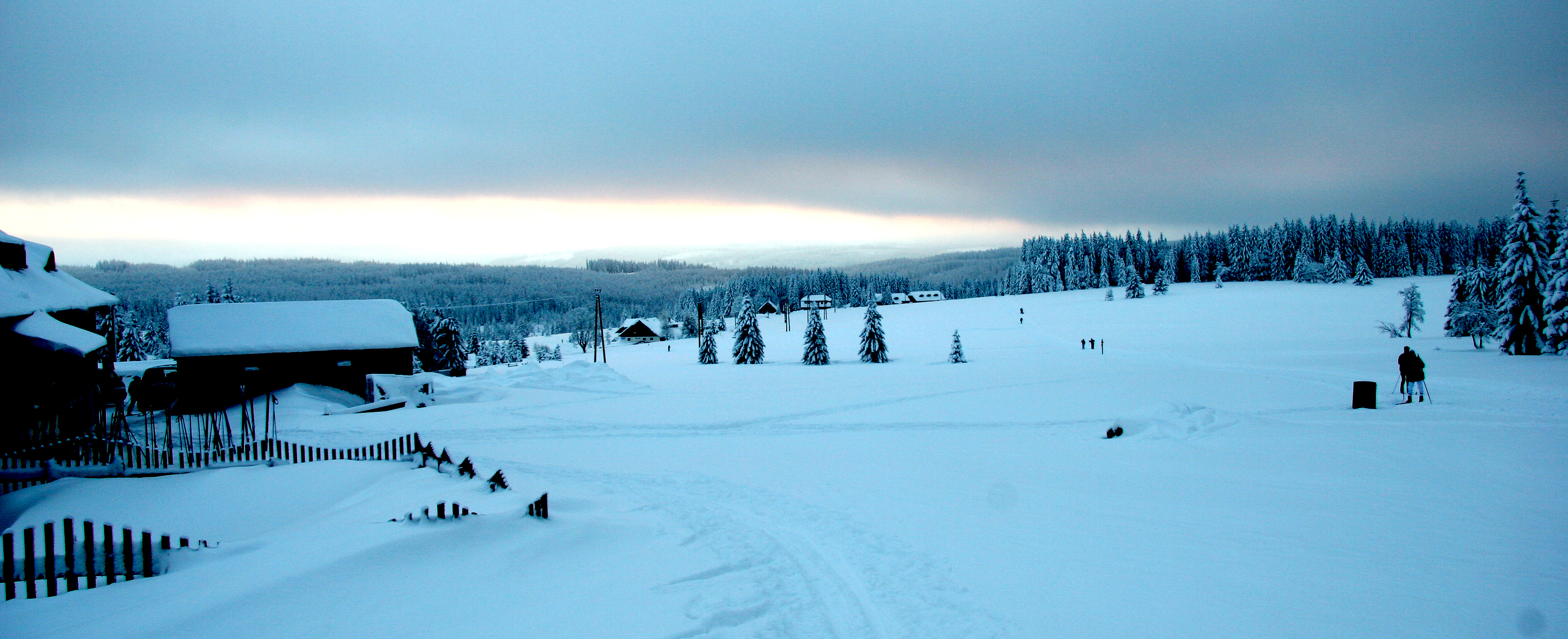
Seara
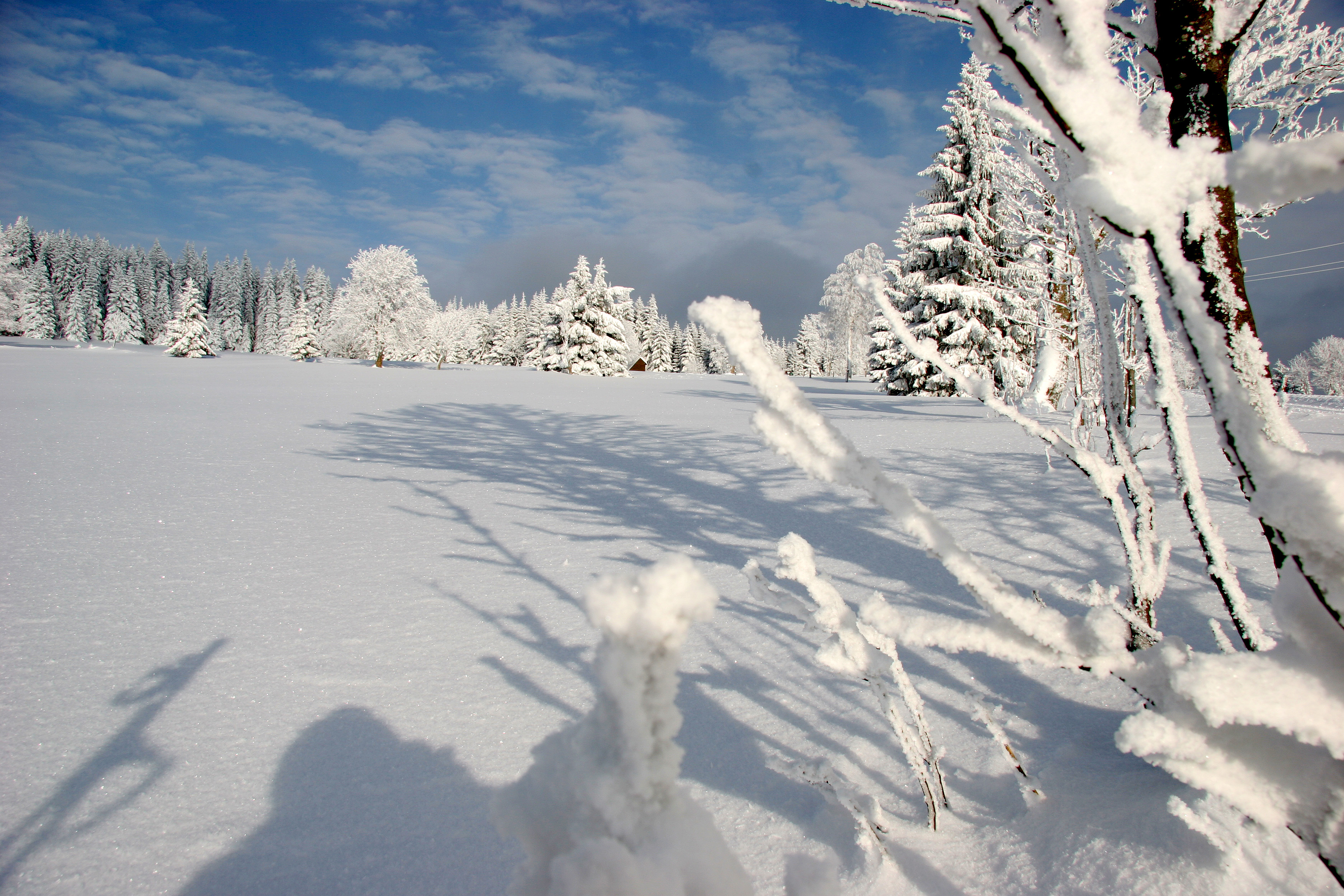
Böhmerwald iarna